# Hervanta kyrka
Hervanta kyrka (finska: Hervannan kirkko) är en kyrkobyggnad i Tammerfors i Finland. Den ligger i stadsdelen Hervanta och är församlingskyrka i Hervanta församling inom Evangelisk-lutherska kyrkan i Finland.
Kyrkobyggnaden, som ritades av arkitekterna Reima och Raili Pietilä, färdigställdes hösten 1979. I kyrkan finns en 21-stämmig orgel byggd av Kangasala orgelbyggeri.
Kyrkan planerades som en helhet med idrottsgården och fritidsgården och de båda delarna kan förenas.